# The Monarch
The Monarch är ett berg i Kanada.   Det ligger i provinsen British Columbia, i den centrala delen av landet, 3 000 km väster om huvudstaden Ottawa. Toppen på The Monarch är 2 864 meter över havet, eller 592 meter över den omgivande terrängen. Bredden vid basen är 4,0 km.
Terrängen runt The Monarch är kuperad åt nordost, men åt sydväst är den bergig.Trakten runt The Monarch är nära nog obefolkad, med mindre än två invånare per kvadratkilometer..
Trakten runt The Monarch består i huvudsak av gräsmarker.